# Skörl
Skörl kallas ibland järnturmalin och är en ädelsten i turmalingruppen. Namnet har den fått efter en medeltida fyndort Schörl (dagens Zschorlau) i Sachsen i Tyskland. Stenen finns nämnd 1505, men var troligen känd redan före 1400. Linné beskriver den 1748.
Skörl är oftast svart och är den vanligaste mineralen i turmalingruppen. Man kan hitta skörl i graniter, granitpegmatiter, i vissa skiffrar samt i vissa hydrotermala mineraliseringar.
Den granitiska bergarten luxullianit består av skörl och rosa ortoklas.
På spanska kallas stenen afrisita, på ryska шерл (scherl), på engelska stavas schorl, shirl och schirl. Synonyma namn afrisite, cockle.
Fyndorter
- Europa: Nordirland, England, Skottland, Norge, Spanien, Frankrike, Tjeckien, Rügen (Tyskland)
  - Sverige: Gällivare, Sala, Dannemora[förtydliga]
- USA: Kalifornien, North Carolina, Pennsylvania
- Sydamerika: Argentina, Brasilien
- Afrika: Marocko, Burkina Faso, Namibia, Madagaskar
- Asien: Afghanistan, Ukraina, Pakistan, Kina, Japan
  - Ryssland: Murmansk, Ural, östra Sibirien
- Antarktis: Stornes